# نافله
نافله یا افزونی به کار مستحبی، کار نیکو، که بر انسان واجب نیست گفته می‌شود. همچنین به معنی نوه، غنیمت و عطاء نیز آمده است و در اصطلاح فقها به نمازهای مستحبی در شرع اسلام نافله می گویند. بیشترین استعمال نافله در نمازهای مستحبّی است. 
معنای اصطلاحی نافله اخصّ است و فقط شامل نماز مستحبی می‌شود. 
.